# Зондеркоманда Кюнсберг
Зондеркоманда «Кюнсберг», «Група Кюнсберга» (SS – Sonderkommando des Auswärtigen Amtes "Grüppe Künsberg" – особлива команда (група) військ СС Міністерства закордонних справ "Група Кюнсберга") – батальйон СС особливого призначення під командуванням майора Ебергарда фон Кюнсберга, створений з метою виявлення та вивезення культурних цінностей.

Діяв у складі передових загонів німецької армії на окупованих територіях у період Другої світової війни. 

## Діяльність
Формування батальйону започатковане 1939 за дорученням Міністерства закордонних справ під час дій німецької армії в Польщі й завершилося в березні–квітні 1941. 
Був укомплектований архівістами, мистецтвознавцями, експертами з музейної справи та іншими фахівцями. Загалом налічував 350 осіб. 1941 батальйон складався з чотирьох робочих груп (einsatzkommando), три з яких були на території СРСР. 
На території УРСР діяла група «Потсдам» під командуванням гауптштурмбанфюрера Патзака, підрозділи якої базувалися в Києві, Харкові, Одесі та Криму (Сімферополь, Ялта). 
З території СРСР "Г.К." вивезла 304 697 одиниць зберігання архівних справ, карт, давніх актів і стародруків, наукових та ідеологічних видань, геологічних і мінералогічних колекцій, музейних пам'яток. Восени 1943 її було розформовано німецьким командуванням у зв'язку з постійним відступом німецьких військ під ударами Червоної армії. Свідчення про злочинну діяльність "Г.К." фігурували в документах Нюрнберзького процесу 1945–1946.